# 中田クルミ
中田 クルミ（なかた くるみ、1991年12月21日 - ）は、日本の女優、ファッションモデル。栃木県佐野市出身。パパドゥ所属。夫は俳優の浅野忠信。

## 人物
宮藤官九郎の作品に感銘を受けて芸能界に興味を持つ。
17歳の時に雑誌『zipper』（祥伝社）でモデルデビュー。
佐野日本大学高等学校を経て、日本大学芸術学部映画学科を卒業。
Instagramフォロワー数は12万人、Twitterフォロワー数は5.4万人、WEARフォロワー数は68万人。2021年2月19日時点
2022年8月23日、俳優の浅野忠信と結婚したことを自身のInstagramを通じて報告した。

## 趣味・特技
趣味は、手芸、料理、漫画。特技は、クラシックバレエ、スキー、書道、イラスト、DJ、編み物、あつ森。

## 出演

### 映画
- こんな夜更けにバナナかよ 愛しき実話（2018年12月28日、松竹） - 加奈 役[12]
- 事故物件 恐い間取り（2020年8月28日、松竹） - 佐々木 役[13]
- あの頃。（2021年2月19日、ファントム・フィルム）[14]
- マイライフ、ママライフ（2022年4月1日、ムービー・アクト・プロジェクト） - 村井実加子 役[15][16]
- ゾン100〜ゾンビになるまでにしたい100のこと〜（2023年8月3日、Netflix） - レイカ 役

### テレビドラマ
- 新しい王様 season1（2019年1月20日 - 3月17日、TBS）
  - season2（2019年1月 - 、Paravi）[17]
- 凪のお暇（2019年7月19日 - 9月20日、TBS） - スナック「バブル」杏 役[18]
- この恋あたためますか（2020年10月20日 - 12月22日、TBS） - 藤野恵 役[19]
- コールドケース3〜真実の扉〜 最終話（2022年2月13日、WOWOW）[20]
- ドラマスペシャル エアガール（2021年3月20日、テレビ朝日） - 志田多美子 役[21]
- リコカツ（2021年4月16日 - 6月18日、TBS） - 城木里奈 役[22]
- 月曜プレミア8 女王の法医学〜屍活師〜（2021年5月31日、テレビ東京） - 藍田満里 役
- ケイ×ヤク -あぶない相棒- 第2話 - 最終話（2022年1月20日 - 3月17日、読売テレビ・日本テレビ） - 東幸子 役
- ブラッシュアップライフ 第1話・第3話・第6話（2023年1月8日・22日・2月12日、日本テレビ） - 池脇洋子（洋子先生） 役
- おとなりに銀河（2023年4月3日 - 5月25日、NHK総合） - 穂波茉莉花 役
- ガチ恋粘着獣 第1部（第1話 - 第3話）（2023年4月9日 - 23日、朝日放送テレビ） - りこめろ 役[23]
- 雲霧仁左衛門6（2023年8月25日 - 10月13日、NHK BSプレミアム）- 胡蝶 役[24]
  - 雲霧仁左衛門ファイナル（2025年1月5日 - 、NHK BS・NHK BSプレミアム4K）[25]
- ゼイチョー「払えない」にはワケがある 第３話（2023年10月28日、日本テレビ）- 板谷 役
- 年下彼氏2 episode10「20歳（ハタチ）、初めての夜」（2024年11月17日、朝日放送テレビ） - ヒロイン・谷中千帆 役[26]
- アンサンブル （2025年1月18日 - 3月22日、日本テレビ） - 長谷川朱利 役

### 舞台
- スーパーダンガンロンパ2 THE STAGE ～さよなら絶望学園～2017（2017年3月16日 - 26日、東京・Zeppブルーシアター六本木／3月30日 - 4月2日、森ノ宮ピロティホール）- ソニア・ネヴァーマインド 役

### 配信ドラマ
- 30までにとうるさくて（2022年1月13日 - 3月3日、AbemaTV） - 山下真琴 役[27][28]
- 1122 いいふうふ（2024年6月14日 - 、Amazon Prime Video） - 恵 役[29][30]

### CM
- 日産自動車 リーフ（2017年 - ）
- 大塚製薬 SOYJOY（2018年 - 2019年5月）
- 花王ビオレ メイクの上からリフレッシュシート（2018年 - 2020年4月）
- サントリー 鏡月Green×Sunny Day Service「たのしいお酒がいいお酒」篇（2024年4月10日、Web CM公開）[31]

### テレビ番組
- テラスハウス TERRACE HOUSE BOYS ＆ GIRLS IN THE CITY（2015年9月2日 - 2016年9月27日、フジテレビ）
- 今夜くらべてみました（2020年11月4日、日本テレビ）
- グータンヌーボ2（2021年3月10日、関西テレビ）
- 7つの海を楽しもう!世界さまぁ〜リゾート（2021年7月17日、TBS）
- すてきにハンドメイド（2023年4月13日 - 5月18日、NHK Eテレ） - 産休の佐々木希の代理MC（公式にはゲスト扱い）